# Ksibet el-Médiouni
Ksibet el-Médiouni, également appelée Ksiba el-Mediouni (arabe : قصيبة المديوني), est une ville littorale du Sahel tunisien située à dix kilomètres au sud de Monastir.
Rattachée au gouvernorat de Monastir, elle constitue une municipalité comptant 13 122 habitants en 2014 et qui s'étend sur 400 hectares. Elle est également le chef-lieu d'une délégation.

## Histoire

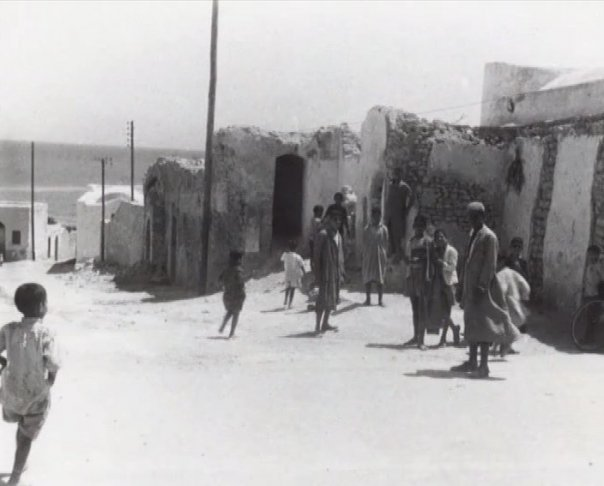
Vue de Ksibet el-Médiouni dans les années 1960.

Des tombes puniques y sont découvertes en mars 2024.
Mohamed Ben Abdallah Mediouni ou Sidi el-Mediouni, qui vit aux XVIe et XVIIe siècles, est le saint fondateur de la ville ; il a choisi la colline surplombant la mer pour y installer son quartier et construire une mosquée.

## Économie
La ville est connue principalement pour son souk de tapis, ses activités de pêche et la culture de l'olivier (huile d'olive).
La ville compte également plusieurs entreprises textiles ainsi qu'une usine chimique.